# Општина Могила
Општина Могила је једна од 9 општина Пелагонијског региона у Северној Македонији. Седиште општине је истоимено село Могила.

## Положај
Општина Могила налази се у јужном делу Северне Македоније. Са других страна налазе се друге општине Северне Македоније:
- север — Општина Кривогаштани
- исток — Општина Прилеп
- југ — Општина Новаци
- југозапад — Општина Битољ
- запад — Општина Демир Хисар
- северозапад — Општина Крушево

## Природне одлике
Рељеф: Општина Могила заузима средишњи део равне и плодне Пелагоније. Западни део општине је планинског карактера — планина Древеник.
Клима у општини влада умерено континентална клима.
Воде: Црна Река је једини већи водоток у општини, а сви мањи водотоци се уливају у ову реку.

## Становништво
Општина Могила имала је по последњем попису из 2002. г. 6.710 ст., од чега у седишту општине, селу Могили, 1.526 ст. (30%). Општина је ретко насељена.
Национални састав по попису из 2002. године био је:
|           | Број  | Постотак |
| Укупно    | 6.710 | 100%     |
| Македонци | 6.432 | 95,9%    |
| Турци     | 229   | 3,4%     |
| остали    | 49    | 0,7%     |

## Насељена места
У општини постоји 23 насељена места, сва са статусом села:
| - Могила - Алинци - Беранци - Будаково - Вашарејца - Горња Чарлија | - Доња Чарлија - Дедебалци - Добрушево - Доњи Српци - Ивањевци - Лознани | - Мојно - Мусинци - Новосељани - Ношпал - Подино - Путурус | - Радобор - Свети Тодори - Трап - Трновци - Црничани |  |